# Station Łosiów
Station Łosiów is een spoorwegstation in de Poolse plaats Łosiów.